# Quermesse

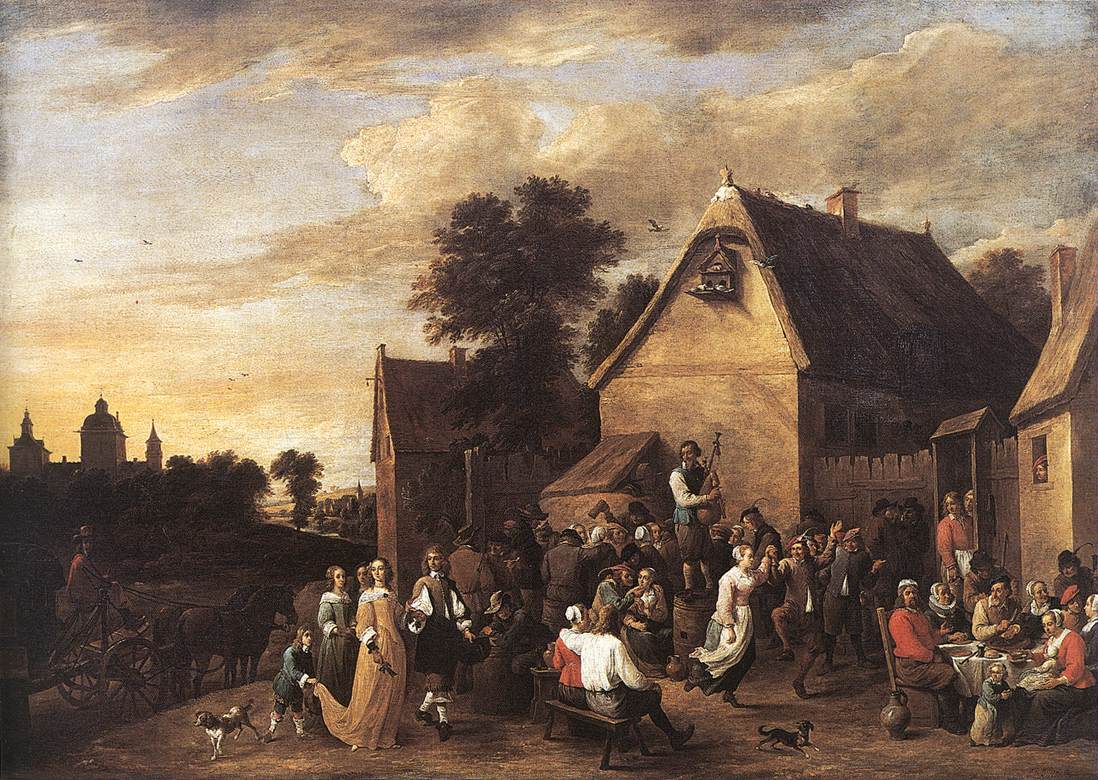
Quermesse, de David Teniers, o jovem (1652, óleo sobre tela, 157 x 221, Musées Royaux des Beaux-Arts, Bruxelas)

Quermesses são festas realizadas por igrejas em diversas épocas do ano, de acordo com cada paróquia, com o objetivo de arrecadar fundos para manutenção da igreja e promoção de ações sociais. Geralmente incluem manifestações culturais e barracas de sorteios, jogos com prêmios e vendas de quitutes típicos de cada região, além de bebidas e comidas tipicas.
No Brasil, esse tipo de festividade é tradicional nos estados de São Paulo, Goiás, Minas Gerais, Paraná e Santa Catarina no mês de junho (festas juninas), com as bebidas e comidas caipiras, tais como: milho verde cozido, salsicha, espetinhos assados, pamonha, vinho quente, bolinho caipira e quentão, entre outros.
O termo "quermesse" deriva da palavra kerkmesse (kerk=igreja; messe=feira: "feira de igreja"), da língua flamenga, que em francês passou a ser kermesse. Sua origem está ligada à religião católica, como festa do santo padroeiro da paróquia ou aniversário da igreja.
Com o tempo, essas festas foram perdendo o cunho religioso e no final da Idade Média passaram a ser consideradas como atentado aos bons costumes. A discussão chegou a tal ponto que, no século XVI, o rei da França Carlos V proibiu a realização de festas que durassem mais de um dia, impondo severas penas àqueles que transgredissem o regulamento. Porém esse édito de 1531 não demorou a ser esquecido e as quermesses voltaram a ser realizadas.
Atualmente, são realizadas em vários lugares do mundo tais como Bélgica (em Mons e Antuérpia), Itália, França, Brasil, México, Argentina e Chile. Também se realizam grandes procissões ligadas a esses festejos.